# Hatibandha
Hatibandha è una suddivisione dell'India, classificata come census town, di 9.296 abitanti, situata nel distretto di Sundergarh, nello stato federato dell'Orissa. In base al numero di abitanti la città rientra nella classe V (da 5.000 a 9.999 persone).

## Geografia fisica
La città è situata a 22° 11' 30 N e 84° 52' 01 E.

## Società

### Evoluzione demografica
Al censimento del 2001 la popolazione di Hatibandha assommava a 9.296 persone, delle quali 4.893 maschi e 4.403 femmine. I bambini di età inferiore o uguale ai sei anni assommavano a 1.086, dei quali 581 maschi e 505 femmine. Infine, coloro che erano in grado di saper almeno leggere e scrivere erano 6.509, dei quali 3.810 maschi e 2.699 femmine.